# Alexanderhäuschen

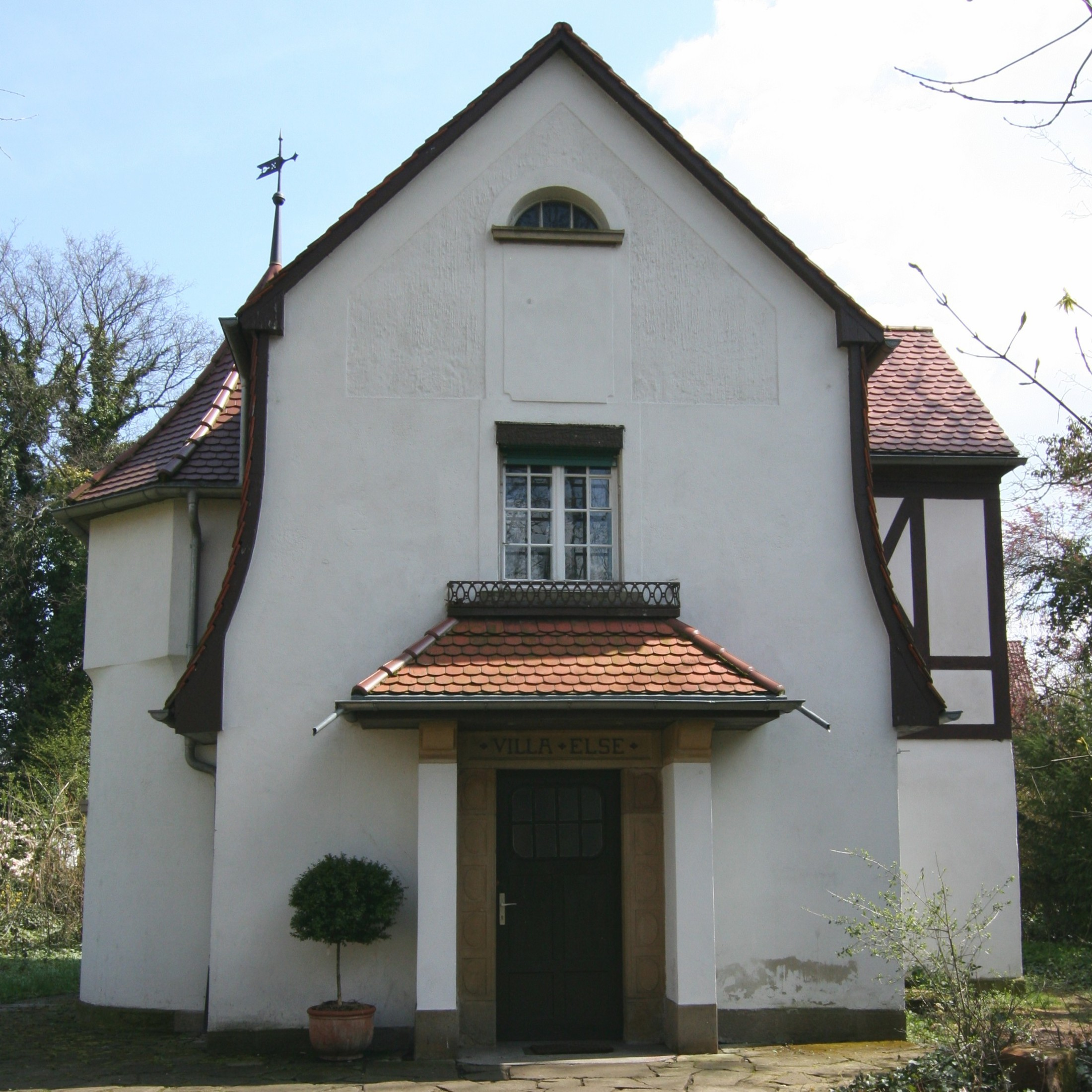
Das Alexanderhäuschen in Weinsberg

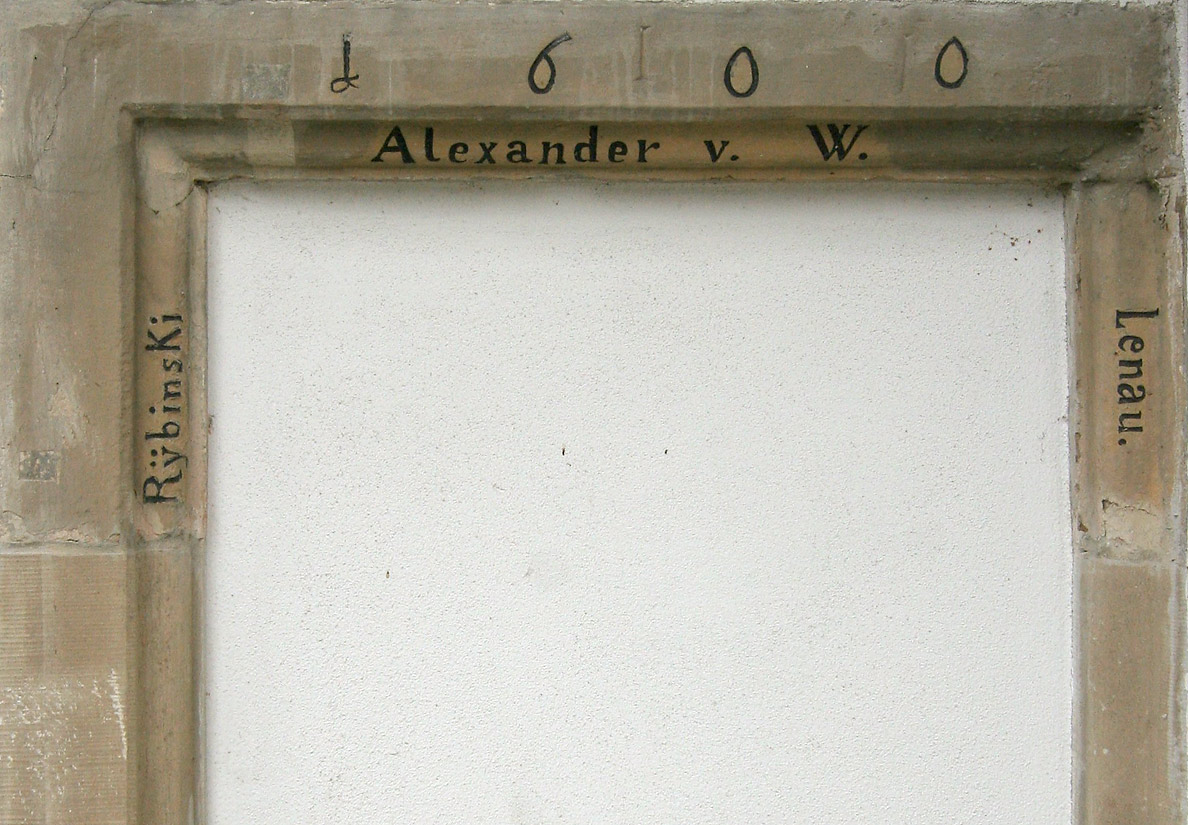
Alte Bauinschriften mit Datierung 1600 und Namen von Besuchern

Das Alexanderhäuschen ist ein historisches Gebäude in Weinsberg im Landkreis Heilbronn im nördlichen Baden-Württemberg. Es befindet sich in der Nachbarschaft des Kernerhauses und hat seinen Namen von Graf Alexander von Württemberg, der sich als Gast Justinus Kerners häufig in Weinsberg aufhielt. Das Gebäude ist ein Kulturdenkmal und heute Teil des vom Justinus-Kerner-Verein unterhaltenen Museums.

## Geschichte
Die Ursprünge des Gebäudes sind unbekannt. Inschriften und Vermutungen legen nahe, dass das umliegende Gelände um 1600 als Friedhof genutzt wurde und sich an der Stelle des Gebäudes einst ein Totenhaus befunden haben könnte. 1828 erwarb Justinus Kerner das Gebäude und nutzte es zunächst als Gartenhaus. Später richtete er es als Gästehaus für seine vielen Besucher her. Neben Ludwig Uhland, Nikolaus Lenau,  Eduard Mörike und Matthias Rybinski zählte auch der württembergische Graf Alexander von Württemberg zu Kerners Gästen. Aus dessen Besitz stammen vermutlich einige wenige aus jener Zeit erhaltene Möbel im Gebäude. 1880 ließ Theobald Kerner den in die Jahre gekommenen Fachwerkaufsatz des Hauses erneuern. 1886 plante Theobald Kerner die Erweiterung des Häuschens zur Villa, konnte aus finanziellen Gründen aber vorerst nur einen einstöckigen Anbau verwirklichen und taufte das Gebäude in Anlehnung an Franz von Assisi in Refugium Sancti Francisci. Nach Theobald Kerners Tod führte dessen Witwe 1907 den Ausbau des Gebäudes fort. In ihrem Auftrag baute der Heilbronner Architekt Theodor Moosbrugger das Gebäude zu einer kleinen Villa mit Elementen des Jugendstils um. 1909 erwarb ein Privatmann das nun nach der Bauherrin Villa Else genannte Gebäude. Das Gebäude blieb mehr als 75 Jahre in Privatbesitz und stand zuletzt lange Zeit leer, bevor der Justinus-Kerner-Verein es 1985 erwarb. Aufgrund von begrenzten Finanzmitteln und langwieriger Planungen begann erst 1997 eine insgesamt drei Jahre dauernde Sanierung des Gebäudes. Seit Abschluss der Arbeiten im Jahr 2000 ist das Gebäude Teil des vom Justinus-Kerner-Verein unterhaltenen Museums.